# Christophe Mabillon
Pour les articles homonymes, voir Mabillon.
Christophe Mabillon est un sculpteur français, son nom d'artiste est "Cmab".

## Biographie
Christophe Mabillon est né le 18 septembre 1969 à Villeparisis. Autodidacte, il commence une carrière artistique de sculpteur à l'âge de 32 ans. Formé dans un atelier de taille de marbre à Carrare en Italie en 2002, il est spécialisé dans la création d'Instrument à cordes (violon et guitare électrique) en marbre blanc et noir.
Après des études de Droit, il intègre en 1991 l'Armée de l'air. En 2005 il obtient le titre de peintre des armées, spécialité peintre de l'air et de l'espace,. Il est alors chargé de créer des œuvres d'art au profit du chef d'état major de l'Armée de l'air au sein de l'atelier CréArt sur la base aérienne 217 de Brétigny-sur-Orge.
Les œuvres produites intègrent les collections de Jacques Chirac, Nicolas Sarkozy, Vladimir Poutine ou encore d'Abdallah II de Jordanie.
En 2014, il quitte l'Armée de l'air et devient sculpteur et graphiste professionnel.

## Œuvre
- Thèmes : instruments de musique, nus, abstraction, vanité,
- Matériaux utilisés : marbre blanc et noir, bois pétrifié, cuivre, bronze, béton Ductal, Plexiglas, acier Corten.

## Réalisations
- Violon monumental en marbre blanc (parc de Villeroy à Mennecy)[5],
- Sculpture célébrant l'histoire de l'aviation (Rond-point Jean Mermoz à Brétigny-sur-Orge) [6].

## Décoration
- 2013 : Chevalier de l'ordre des Arts et des Lettres [7]